# Song Ailing
Song Ailing, Eling Soong (ur. 14 czerwca 1890, zm. 18 października 1973) – córka Charlesa Songa, najstarsza z trzech sióstr Song, siostra Song Meiling i Song Qingling. Żona H.H. Kunga, najbogatszego człowieka międzywojennych Chin. Z trzech sióstr Song była tą, która kochała pieniądze.
Urodziła się w Szanghaju w zamożnej rodzinie metodystycznej; na chrzcie otrzymała imię Nancy. Studiowała razem z siostrami w Macon w stanie Georgia w USA. Do Chin wróciła w 1909 roku, po ukończeniu studiów. Pracowała jako sekretarka Sun Jat-sena, na którym to stanowisku zastąpiła ją później jej siostra Song Qingling, późniejsza żona Suna. W 1913 roku poznała H.H. Kunga, którego poślubiła rok później w Jokohamie. Po ślubie została nauczycielką angielskiego i zajęła się działalnością charytatywną. 
W latach 40. wyjechała wraz z mężem do Stanów Zjednoczonych. Zmarła w Nowym Jorku. Urodziła czwórkę dzieci.